# Pinus morrisonicola
Pinus morrisonicola är en tallväxtart som beskrevs av Bunzo Hayata. Pinus morrisonicola ingår i släktet tallar, och familjen tallväxter. IUCN kategoriserar arten globalt som livskraftig. Inga underarter finns listade i Catalogue of Life.

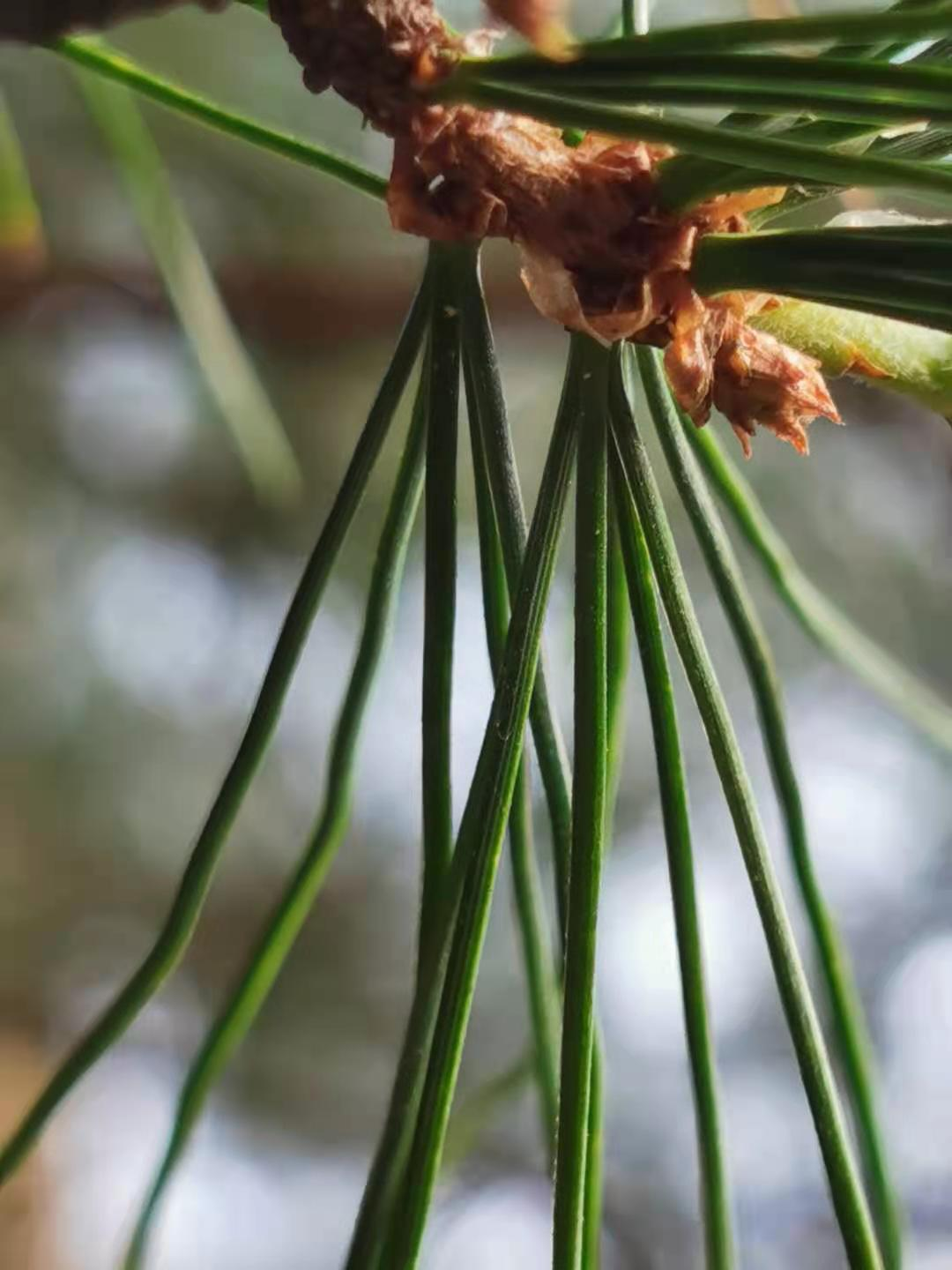
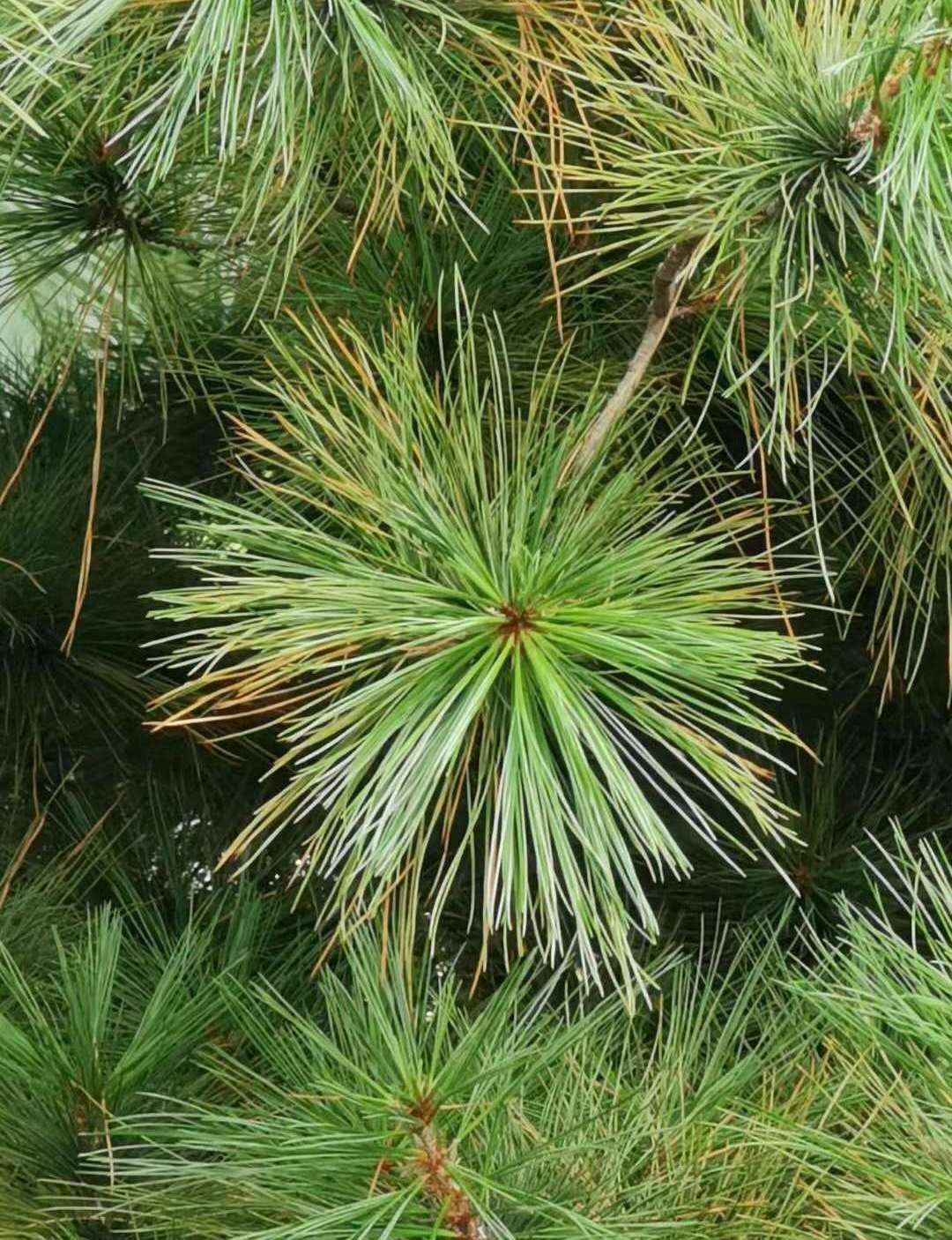
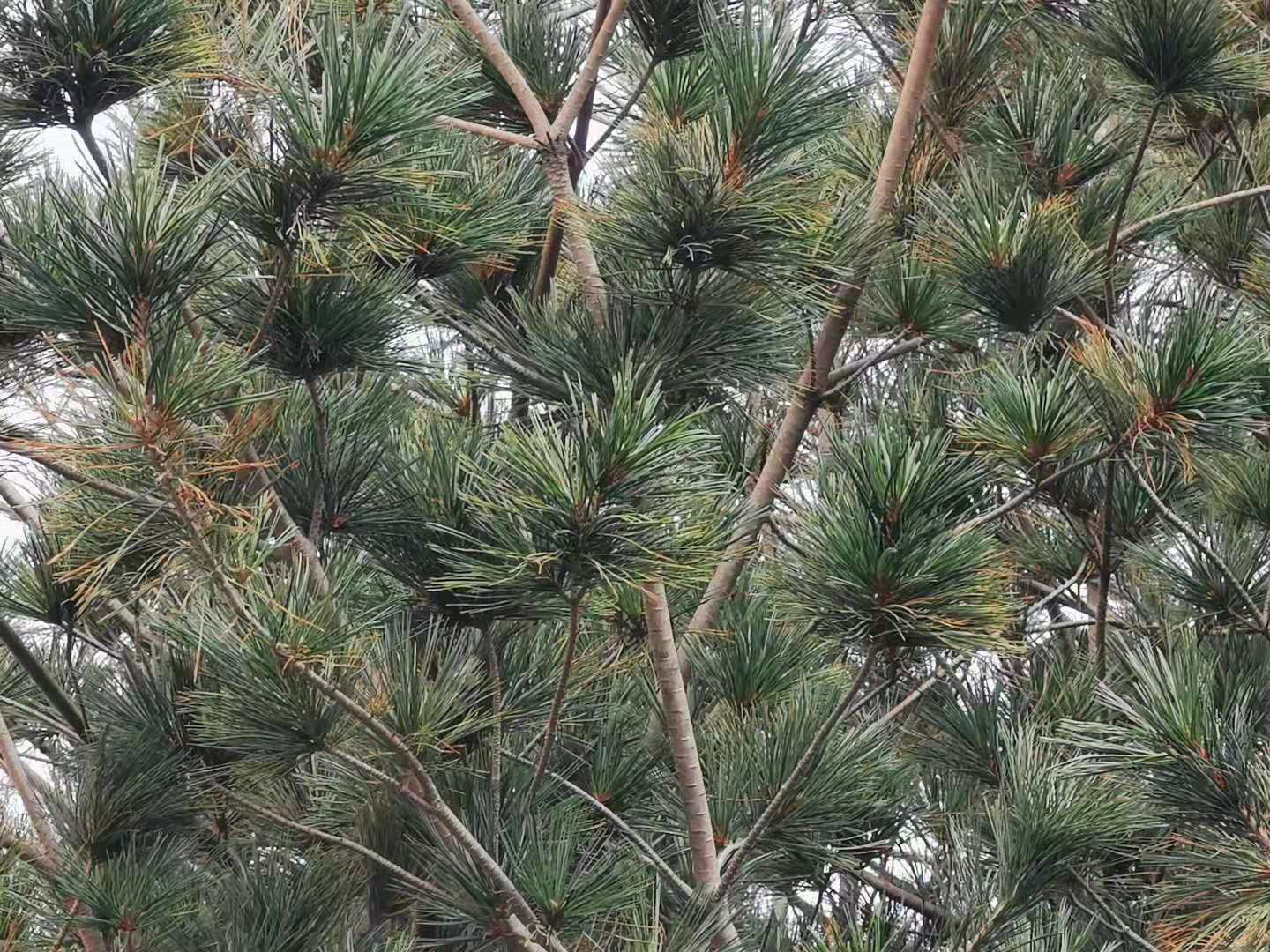
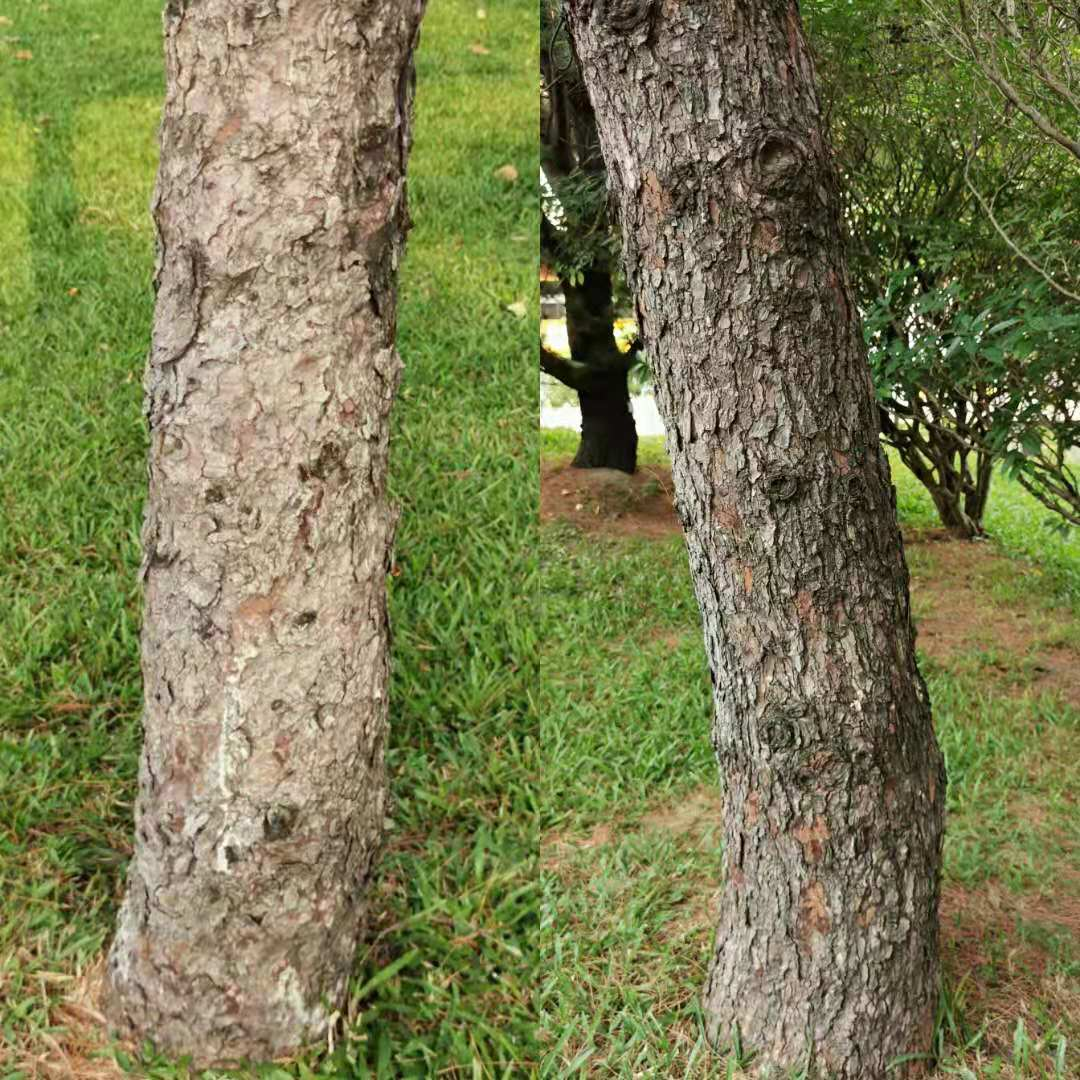